# Dolianthus kairoi
Dolianthus kairoi är en måreväxtart som beskrevs av Aaron Paul Davis. Dolianthus kairoi ingår i släktet Dolianthus och familjen måreväxter. Inga underarter finns listade i Catalogue of Life.